# Isla Grosa
Isla Grosa är en ö i Spanien.   Den ligger i provinsen Murcia och regionen Murcia, i den sydöstra delen av landet, 400 km sydost om huvudstaden Madrid. Arean är 0,20 kvadratkilometer.
Terrängen på Isla Grosa är platt.